# Shajar Abbas
Shajar Abbas (* 19. Mai 2000) ist ein pakistanischer Leichtathlet, der sich auf den Sprint spezialisiert hat. Er ist aktueller Inhaber der Landesrekorde im 100- und 200-Meter-Lauf.

## Sportliche Laufbahn
Erste internationale Erfahrungen sammelte Shajar Abbas im Jahr 2000, als er bei den Commonwealth Games in Birmingham in 21,16 s den achten Platz im 200-Meter-Lauf belegte. Über 100 Meter kam er mit 10,38 s nicht über die erste Runde hinaus. Anschließend schied er bei den Islamic Solidarity Games in Konya mit 10,38 s und 20,85 s jeweils im Halbfinale über 100 und 200 Meter aus. Im Jahr darauf gelangte er bei den Hallenasienmeisterschaften in Astana mit 6,71 s auf Rang sieben im 60-Meter-Lauf. Im Juli schied er bei den Asienmeisterschaften in Bangkok mit 10,45 s und 21,04 s jeweils im Halbfinale über 100 und 200 Meter aus. Ende September kam er bei den Asienspielen in Hangzhou mit 10,59 s und 21,53 s jeweils nicht über den Vorlauf über 100 und 200 Meter aus. 2024 schied er bei den Hallenweltmeisterschaften in Glasgow mit 6,77 s in der Vorrunde über 60 Meter aus und im Jahr darauf schied er bei den Asienmeisterschaften in Gumi mit 47,38 s im Halbfinale im 400-Meter-Lauf aus, wie auch über 200 Meter mit 21,27 s.
2022 wurde Abbas pakistanischer Meister im 200-Meter-Lauf.

## Persönliche Bestleistungen
- 100 Meter: 10,37 s (0,0 m/s), 13. Juli 2023 in Bangkok (pakistanischer Rekord)
  - 60 Meter (Halle): 6,71 s, 11. Februar 2023 in Astana
- 200 Meter: 20,87 s (+1,7 m/s), 26. Juni 2022 in Almaty (pakistanischer Rekord)
- 400 Meter: 47,17 s, 27. Mai 2025 in Gumi